# 玄天上帝

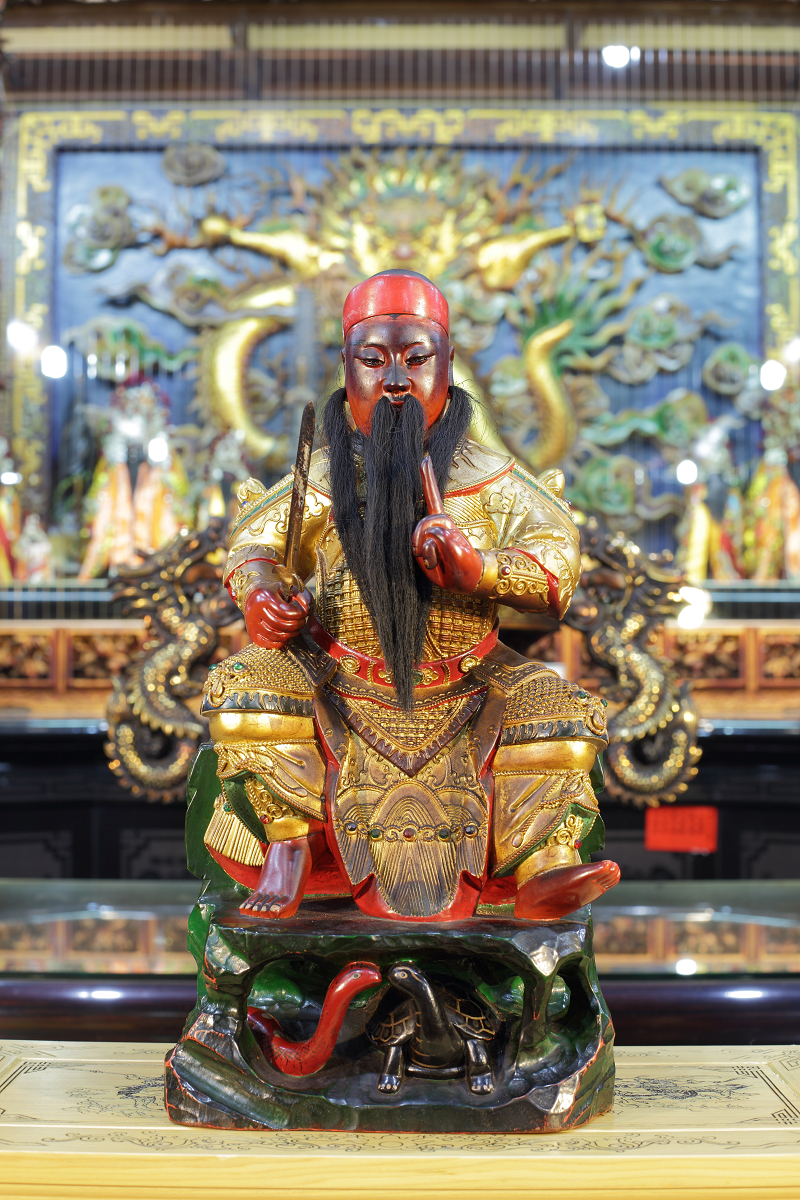

北極玄天上帝（げんてんじょうてい）はまた、「真武大帝」「玄武大帝」「北極大帝」とも呼ばれ、台湾の民間では一般的に「帝爺公」「上帝公」「上帝爺公」と親しみを込めて呼ばれています。これは、古代からの北方七宿が亀と蛇が絡み合った形に似ていることに由来し、亀と蛇が絡み合った形を玄武と呼びました。周と秦の時代以降、「北方玄武」は北方の天界を守護する神としての信仰として発展し、絡み合った亀と蛇は繁殖と天地の調和の象徴であるため、広く民間の尊敬を集めました。
玄武信仰は、文化の影響を受け、道教の整理、仏教の吸収、歴代の皇室の尊崇を経て、北天の守護、幽冥界の支配など、三界を超える星座信仰から、披髪仗剣、龜蛇を鎮める足、国を守る魔を退ける武神のイメージへと発展しました。また、歴代の皇室の尊崇により、道教の北極紫微大帝の前で「北極四聖」と呼ばれ、二十部以上の経文や神咒を持つ「玄天上帝」と呼ばれるようになりました。一方で真武大帝は鎮宅霊符神として、妙見神の信仰に被さる形で融合していった。
玄天上帝の信仰は古くから続き、道教では玉虚師相として、法教では万法教主として、法力の権威とされています。道、法、乩（タンキー）など、さまざまな儀式には必ず玄天上帝が臨壇（降霊術）をしてもらいます。漢字文化圏では、幅広い信者と信仰文化が栄えています。
。北斗七星の化身ともされる。水を司る存在であり、転じて海神となった。

## 脚注

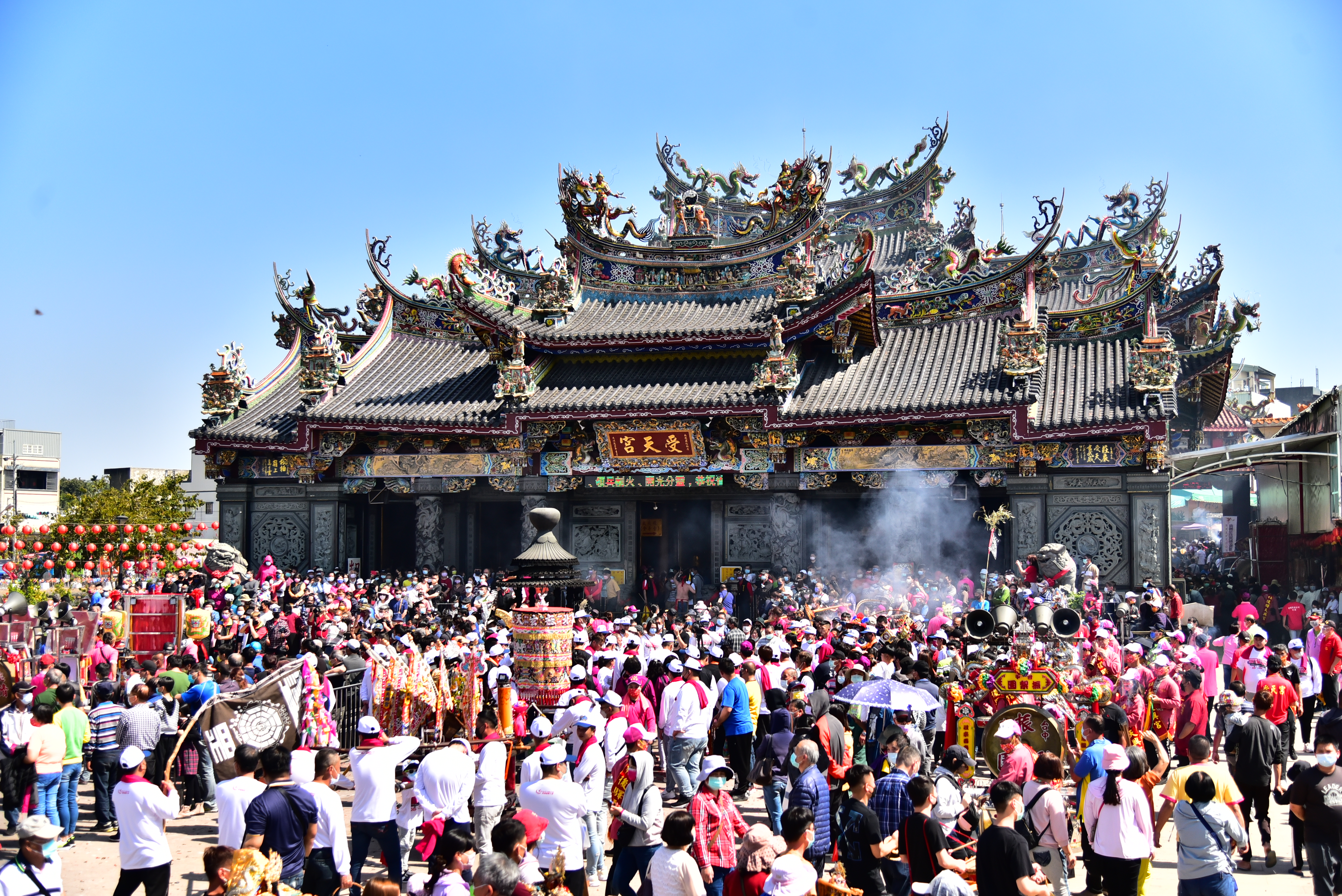
南投縣文化局登錄文化資產「松柏嶺受天宮玄天上帝香期」